# Cambambe
Cambambe é um município da província do Cuanza Norte, em Angola, que tem sede na cidade de Dondo.
Tem 5 212 km² e cerca de 92 mil habitantes. É limitado a norte pelos município do Dande e Pango Aluquém, a leste pelos municípios de Golungo Alto, Cazengo e Cacuso, a sul pelos municípios de Libolo e Quissama, e a oeste pelo município de Ícolo e Bengo.
O município é constituído pela comuna-sede, correspondente à cidade de Dondo, e pelas comunas de Massangano, Danje-ia-Menha, Zenza do Itombe e São Pedro da Quilemba.

## História
A colonização portuguesa na região iniciou-se em 1604. Sua sede situava-se originalmente no atual distrito urbano de Cambambe-Velho, sendo transferida para o Dondo.
Em 1771 o português Francisco Inocêncio Coutinho ergueu uma fábrica de fundição de ferro em Nova Oeiras, hoje situado na comuna de Massangano. É tida como a primeira fábrica do seu género em África e originou o desenvolvimento da região.

## Infraestrutura
No município está instalada a planta da Central Hidroelétrica de Cambambe, que o próprio distrito urbano do Cambambe-Velho margeia. No sudoeste municipal está a ser implantada a Central Hidroelétrica de Caculo Cabaça, nas proximidades do vilarejo de Dumbo.
O muncípio é servido pelo Ramal do Dondo do Caminho de Ferro de Luanda, dispondo das estações ferroviárias de Zenza do Itombe, Cassoalala e Dondo.

## Cultura e lazer
Sua arquitectura estrutural, do século XVII, resiste ao tempo, visualizada na Fortaleza de Cambambe e no Forte de Massangano, bem como nas construções históricas de Cambambe-Velho. No sudoeste do território municipal há as Quedas de Caculo Cabaça, formadas pelo cruzamento do rio Cuanza com a Serra de Caculo Cabaça.

### Musica
O instrumento musical mais tradicional da região de Cambambe é a marimba, de origem das terras de Malange.